# Canthidium flavicorne
Canthidium flavicorne là một loài bọ cánh cứng trong họ Bọ hung (Scarabaeidae).